# Añatuya
Añatuya – miasto w Argentynie, położone w środkowej części prowincji Santiago del Estero.

## Opis
Miasto zostało założone 5 lipca 1912 roku, według spisu powszechnego 17 listopada 2001 roku liczyło 20 261, 27 października 2010 ludność Añatuya wynosiła 23 286. 10 kwietnia 1961 roku papież Jan XXIII bullą In Argentina erygował diecezję Añatuya, jej siedzibą jest Katedra Matki Boskiej z Doliny.